# Cochemiea sheldonii
Cochemiea sheldonii ist eine Pflanzenart aus der Gattung Cochemiea in der Familie der Kakteengewächse (Cactaceae). Das Artepitheton sheldonii ehrt den US-Amerikaner Charles Alexander Sheldon (1867–1928), Naturliebhaber und Besitzer eines Bergbauunternehmens in Mexiko.

## Beschreibung
Die Pflanzen verzweigen sich von der Basis und bilden für gewöhnlich kleine Polster. Die schlanken, zylindrischen Triebe sind mattgrün, werden oft rötlich und erreichen Wuchshöhen von 8 bis 20 Zentimeter bei Durchmessern von bis zu 6 Zentimetern. Die zylindrischen, kielförmig, an der Basis vierseitigen Warzen enthalten keinen Milchsaft. Die Axillen sind kahl und haben manchmal einige Borsten. Die 1 bis 4 starken Mitteldornen sind bis zu 15 Millimeter lang. Der untere ist gestreckt und entweder gerade oder gehakt. Die 9 bis 24 Randdornen sind weiß mit dunklen Spitzen und werden 6 bis 8 Millimeter lang.
Die trichterförmig, hell violettrosafarbenen Blüten sind 2 Zentimeter lang und im Durchmesser. Die Ränder der Kronblätter sind blasser und bis fast weiß. Die Blüte öffnet sich oft mehrere Tage lang. Die Staubblätter bestehen aus hellpurpurfarbenen Staubfäden und orangegelben Staubbeuteln. Der Griffel ist hellrosa bis gelb. Die hellolive, 3 bis 5 Millimeter lange Narbe ist 6- bis 8-teilig und überragt die Staubblätter um etwa 4 Millimeter.
Die keulenförmigen, blass scharlachroten Früchte haben einen leicht abfallenden Blütenrest, sind 25 bis 30 Millimeter lang und enthalten schwarze, kugelförmige Samen.

## Systematik und Verbreitung
Cochemiea sheldonii ist in den mexikanischen Bundesstaaten Chihuahua und Sonora verbreitet.
Die Erstbeschreibung als Neomammillaria sheldonii erfolgte 1923 durch Nathaniel Lord Britton und Joseph Nelson Rose. Alexander Borissovitch Doweld stellte die Art im 2001 in die Gattung Cochemiea. Weitere nomenklatorische Synonyme sind Chilita sheldonii (Britton & Rose) Orcutt (1926), Mammillaria sheldonii (Britton & Rose) Boed. (1933), Ebnerella sheldonii (Britton & Rose) Buxb. (1951), Mammillaria microcarpa var. sheldonii (Britton & Rose) Neutel. (1986), Mammillaria milleri var. sheldonii (Britton & Rose) Neutel. (1986) und Mammillaria grahamii subsp. sheldonii (Britton & Rose) D.R.Hunt (2005).

## Nachweise